# 그라디우스 콜렉션
그라디우스 콜렉션(Gradius Collection)은 일본 코나미사의 횡스크롤 슈팅 게임 그라디우스 시리즈를 PSP용으로 묶은 것으로, 아래와 같이 그라디우스 오리지널 시리즈 5종이 수록되어 있다. 대한민국과 일본에서는 그라디우스 포터블(Gradius Portable)이라는 제목으로 발매되었다.
- 그라디우스
- 그라디우스 II
- 그라디우스 III
- 그라디우스 외전
- 그라디우스 IV